# Шимкевич, Дезидерий
Дезиде́рий Шимке́вич (пол. Dezydery Szymkiewicz ; 1 июня 1885, Вилькия, Российская империя — 15 мая 1948, Варшава, Польша) — польский ботаник, член Польской АН (1945—48).

## Биография
Родился 1 июня 1885 года в Вилькии. С 1925 по 1939 год занимал должность профессора ботаники и физиологии растений Львовского политехнического института (тогда в составе Польши). В 1939 году переехал в Краков, где с 1939 по 1945 год занимал должность профессора Ягеллонского университета. В 1945 году решил свою жизнь связать с Варшавой и посвятил этому городу остатки своей жизни. С 1945 по момент смерти Дезидерий Шимкевич занимал должность директора НИИ лесоводства.
Скончался 15 мая 1948 года в Варшаве, немного не дожив до своего 63-летия.

## Научные работы
Основные научные работы посвящены статистике, биометрии, географии и экологии растений.
- Ввёл понятие показатель родового сходства.
- Метод родового сходства способствовал выяснению генезиса флор.
- Считал, что флоры родственны, если имеют не менее 50 % общих родов.

## Научные труды и литература
- Шимкевич Д. Экология растений, 1932.
- Шимкевич Д. Ботаника, 1936.
- Шимкевич Д. Задачи и методы статистики, 1948.